# 竹増貞信
竹増 貞信（たけます さだのぶ、1969年〈昭和44年〉8月12日 - ）は、日本の実業家。コンビニエンスストア「ローソン」代表取締役社長。

## 略歴
大阪府池田市出身。大阪教育大学附属池田小学校、大阪教育大学附属池田中学校、大阪教育大学附属高等学校池田校舎を経て、大阪大学経済学部経営学科を卒業した。
1993年（平成5年）に三菱商事へ入社し、畜産部に配属 されて牛肉輸入業務に携わるが、事業撤退にともない部署が閉鎖されて2年目から子会社の牛肉販売会社に出向する。のちに豚肉の営業へ転じ、2002年からグループ企業で米国の豚肉処理・加工品製造会社インディアナパッカー社へ最高経営責任者の補佐として3年間出向した。広報部に5年勤務したのち、2010年に総務部兼経営企画部で小林健が副社長と社長の時代に業務秘書 を務めた。
2014年に三菱商事を退社し、5月にローソン代表取締役・代表執行役員副社長兼法人営業本部長兼ローソンマート担当に就く。2016年3月からコーポレート統括兼成城石井・NL・LS100事業管掌兼海外事業管掌兼エンタテイメント・サービス事業管掌兼開発本部長、6月に玉塚元一の後を受けて社長に就き、2017年3月からマーケティング本部長を兼務する。

## 人物
飽和状態とされるコンビニについて産経新聞にインタビューされた際、2016年（平成28年）の熊本地震を例に挙げ、フランチャイズ加盟店の「オーナーや店長は『こんな時こそ店を開けないといけない』という高い当事者意識を持っている」とし、ローソンが店舗数で業界3位に後退したことについても、店舗数や売上高よりも店の質や競争力の向上が優先といい、「お客さまに愛されて、一店一店を大事にして、他社にいかにして勝っていくかが最優先」と述べており、大手3社で遅れている海外進出も「（残り6ケ月間の）年内に海外1100店を目指す」と宣言した。達成した上で2020年（令和2年）2月末で中国やアジアを中心に2,918店まで増やしている。
以前から、ローソン加盟店に時短営業を認めたり、社内コミュニケーションを心掛けたりして「何でも言える環境・雰囲気づくり」を重視しており、重要な案件について「100万回言う覚悟」で臨む という。
また、ローソンのプライベートブランド（PB）商品が佐藤オオキによる新パッケージに変わった直後の2020年5月、デザインを巡り消費者の間で賛否両論の議論となったことに即応し、翌6月9日に「お店で選びにくかったり探しにくかったり、色々なご不便やお手数をおかけしてしまっている」とコメントした。客のニーズや価値観に「寄り添いながらお客さんとつくっていくのがPBだ」と表明した。ローマ字表記で分かりにくいと指摘されたデザインを7月にも変更する方針を明らかにした。
徳島県知事、元衆議院議員の後藤田正純は、三菱商事での同期である。

## テレビ番組
- 日経スペシャル カンブリア宮殿 ニッポン企業・大改革シリーズ 第1弾 知られざるローソン コンビニ未来宣言（2020年3月26日、テレビ東京）- ローソン社長 竹増貞信出演[18]。